# Cho Gue-sung
Cho Gue-sung (조규성?, Jo Gyu-seongLR; Anyang, 25 gennaio 1998) è un calciatore sudcoreano, attaccante del Midtjylland e della nazionale sudcoreana.

## Caratteristiche tecniche
Nel suo ruolo di attaccante gioca nella posizione di punta centrale pur potendo anche prestarsi come ala destra e ala sinistra. È un giocatore veloce, il suo piede forte è il destro tuttavia le sue abilità di tirò gli permettono di fare affidamento anche sul piede sinistro, può trovare la conclusione anche sfruttando il colpo di testa. Gue-sung nel corso della propria carriera si è dimostrato anche un bravo rigorista.

## Carriera

### Club

#### FC Anyang
Inizia la propria carriera professionistica nel 2019 con l'FC Anyang, con cui debutta il 2 marzo in occasione del match di K League 2 vinto 4-1 contro il Busan IPark, segna il sul primo gol sconfiggendo per 2-0 l'Asan Mugunghwa, è autore di una rete pure nella schiacciante vittoria per 7-1 contro il Gwangju FC, inoltre segna una doppietta nelle partitw contro il Daejeon Citizen e il Suwon FC vinte per 2-1 e nel match che si è concluso con la sconfitta dell'Ansan Greeners per 3-1.

#### Jeonbuk Hyundai e Gimcheon Sangmu
Nel 2020 viene acquistato dal Jeonbuk Hyundai con cui debutta in massima divisione l'8 maggio nel match vinto 1-0 contro il Suwon Bluewings. Vince il campionato sudcoreano Segna il suo primo gol con la squadra con la rete del 2-0 sconfiggendo il Daegu FC, con lo stesso risultato si conclude la partita vinta contro il Busan IPark dove Gue-sung segna un altro gol. Durante la AFC Champions League segna una doppietta battendo per 2-0 lo Shanghai Haigang.
Nel 2021 viene ceduto in prestito al Gimcheon Sangmu tornando a giocare in seconda divisione, riuscendo a vincere il campionato, segna la rete del 1-0 battendo sia il Busan IPark che il Bucheon FC, signa un gol sconfiggendo per 3-2 il Gyeongnam FC inoltre è autore della rete del 3-1 vincendo contro il Gimcheon Sangmu. Ottenuta la promozione in prima divisione segna un rigore battendo per 3-2 il Pohang Steelers, è autore di una rete vincendo per 3-0 contro il Seongnam FC, con il suo gol la squadra batte per 1-0 il Gangwon FC inoltre segna una doppietta nella vittoria per 2-0 contro il Seoul FC.
Finito il prestito torna a giocare per lo Jeonbuk Hyundai, vince la Coppa di Corea nel 2022, nei tempi supplementari segna il gol del 2-1 battendo in semifinale l'Ulsan Hyundai, inoltre segna due reti in finale sconfiggendo il Seoul FC per 3-1.

#### Midtjylland
Dopo aver giocato per 2 anni in prestito al Gimcheon Sangmu, viene ceduto al Midtjylland. Durante il campionato segna il suo primo gol permettendo alla squadra di batter per 1-0 il Hvidovre IF, segna la rete del 2-0 sconfiggendo il Silkeborg IF, mette a segno un rigore vincendo prima per 2-1 contro l'Odense BK e poi per 3-0 contro il Vejle BK, inoltre sigla una doppietta sconfiggendo per 5-1 il Viborg FF; nella fase finale della Superligaen il Midtjylland vince il campionato, Gue-sung mette a segno un gol e un assist vincente decidendo la vittoria su 2-1 contro l'Aarhus GF che si è rivelata fondamentale nel bilancio finale.

### Nazionale
Nel 2020 gioca con la Nazionale Under-23 al campionato di categoria continentale riuscendo a vincerlo, Gue-sung segna un gol sia contro la Giordania che contro l'Iran vincendo entrambe le partite per 2-1.
Debutta con la nazionale sudcoreana il 7 settembre 2021 in occasione del match valido per le qualificazioni ai mondiali 2022 vinto 1-0 contro il Libano. Il 15 gennaio 2022 segna la sua prima rete con la nazionale maggiore nella vittoria per 5-1 in amichevole contro l'Islanda.
Partecipa al Mondiale Qatar 2022 dove segna una doppietta nella sconfitta per 3-2 contro il Ghana. Nel 2023 gioca nella Coppa d'Asia, agli ottavi di finale sarà fondamentale nella vittoria contro l'Arabia Saudita, infatti propri quando la squadra era in svantaggio Gue-sung nei minuti di recupero del secondo tempo segna la rete del 1-1 e quindi la partita prosegue ai supplementari e poi ai rigori dove Gue-sung segna dal dischetto e la Corea del Sud si impone per 4-2.

## Statistiche
Statistiche aggiornate al 24 luglio 2023.

### Presenze e reti nei club
| Stagione               | Squadra                | Campionato             | Campionato | Campionato | Coppe nazionali | Coppe nazionali | Coppe nazionali | Coppe continentali | Coppe continentali | Coppe continentali | Altre coppe | Altre coppe | Altre coppe | Totale | Totale | Totale |
| Stagione               | Squadra                | Comp                   | Pres       | Reti       | Comp            | Pres            | Reti            | Comp               | Pres               | Reti               | Comp        | Pres        | Reti        | Pres   | Reti   |        |
| ---------------------- | ---------------------- | ---------------------- | ---------- | ---------- | --------------- | --------------- | --------------- | ------------------ | ------------------ | ------------------ | ----------- | ----------- | ----------- | ------ | ------ | ------ |
| 2019                   | FC Anyang              | KL2                    | 33         | 14         | CC              | 1               | 0               |                    | -                  | -                  |             | -           | -           | 34     | 14     |        |
| 2020                   | Jeonbuk Hyundai        | KL1                    | 23         | 4          | CC              | 5               | 1               | ACL                | 6                  | 3                  |             | -           | -           | 34     | 8      |        |
| 2021                   | Gimcheon Sangmu        | KL2                    | 25         | 8          | CC              | 2               | 1               |                    | -                  | -                  |             | -           | -           | 27     | 9      |        |
| apr. 2022              | Gimcheon Sangmu        | KL1                    | 23         | 13         | CC              | 1               | 0               |                    | -                  | -                  |             | -           | -           | 24     | 13     |        |
| Totale Gimcheon Sangmu | Totale Gimcheon Sangmu | Totale Gimcheon Sangmu | 48         | 21         |                 | 3               | 1               |                    | -                  | -                  |             | -           | -           | 51     | 22     |        |
| 2022                   | Jeonbuk Hyundai        | KL1                    | 8          | 4          | CC              | 3               | 4               |                    | -                  | -                  |             | -           | -           | 11     | 8      |        |
| 2023                   | Jeonbuk Hyundai        | KL1                    | 12         | 5          | CC              | 1               | 1               |                    | -                  | -                  |             | -           | -           | 13     | 6      |        |
| Totale Jeonbuk         | Totale Jeonbuk         | Totale Jeonbuk         | 43         | 13         |                 | 9               | 6               |                    | 6                  | 3                  |             | -           | -           | 58     | 22     |        |
| 2023-2024              | Midtjylland            | SL                     | 16         | 8          | CD              | 2               | 0               | UECL               | 5                  | 1                  |             | -           | -           | 23     | 9      |        |
| Totale carriera        | Totale carriera        | Totale carriera        | 140        | 56         |                 | 17              | 7               |                    | 11                 | 4                  |             | -           | -           | 168    | 67     |        |

### Cronologia presenze e reti in nazionale
| Cronologia completa delle presenze e delle reti in nazionale ― Corea del Sud | Cronologia completa delle presenze e delle reti in nazionale ― Corea del Sud | Cronologia completa delle presenze e delle reti in nazionale ― Corea del Sud | Cronologia completa delle presenze e delle reti in nazionale ― Corea del Sud | Cronologia completa delle presenze e delle reti in nazionale ― Corea del Sud | Cronologia completa delle presenze e delle reti in nazionale ― Corea del Sud | Cronologia completa delle presenze e delle reti in nazionale ― Corea del Sud | Cronologia completa delle presenze e delle reti in nazionale ― Corea del Sud |
| Data                                                                         | Città                                                                        | In casa                                                                      | Risultato                                                                    | Ospiti                                                                       | Competizione                                                                 | Reti                                                                         | Note                                                                         |
| ---------------------------------------------------------------------------- | ---------------------------------------------------------------------------- | ---------------------------------------------------------------------------- | ---------------------------------------------------------------------------- | ---------------------------------------------------------------------------- | ---------------------------------------------------------------------------- | ---------------------------------------------------------------------------- | ---------------------------------------------------------------------------- |
| 7-9-2021                                                                     | Suwon                                                                        | Corea del Sud                                                                | 1 – 0                                                                        | Libano                                                                       | Qual. Mondiali 2022                                                          | -                                                                            | 46’                                                                          |
| 7-10-2021                                                                    | Ansan                                                                        | Corea del Sud                                                                | 2 – 1                                                                        | Siria                                                                        | Qual. Mondiali 2022                                                          | -                                                                            | 86’                                                                          |
| 11-11-2021                                                                   | Goyang                                                                       | Corea del Sud                                                                | 1 – 0                                                                        | Emirati Arabi Uniti                                                          | Qual. Mondiali 2022                                                          | -                                                                            | 43’ 76’                                                                      |
| 16-11-2021                                                                   | Doha                                                                         | Iraq                                                                         | 0 – 3                                                                        | Corea del Sud                                                                | Qual. Mondiali 2022                                                          | -                                                                            |                                                                              |
| 15-1-2022                                                                    | Aksu                                                                         | Islanda                                                                      | 1 – 5                                                                        | Corea del Sud                                                                | Amichevole                                                                   | 1                                                                            | 60’                                                                          |
| 21-1-2022                                                                    | Boztepe                                                                      | Moldavia                                                                     | 0 – 4                                                                        | Corea del Sud                                                                | Amichevole                                                                   | -                                                                            | 61’                                                                          |
| 27-1-2022                                                                    | Sidone                                                                       | Libano                                                                       | 0 – 1                                                                        | Corea del Sud                                                                | Qual. Mondiali 2022                                                          | 1                                                                            |                                                                              |
| 1-2-2022                                                                     | Dubai                                                                        | Siria                                                                        | 0 – 2                                                                        | Corea del Sud                                                                | Qual. Mondiali 2022                                                          | -                                                                            | 69’                                                                          |
| 24-3-2022                                                                    | Seul                                                                         | Corea del Sud                                                                | 2 – 0                                                                        | Iran                                                                         | Qual. Mondiali 2022                                                          | -                                                                            | 67’                                                                          |
| 6-6-2022                                                                     | Daejeon                                                                      | Corea del Sud                                                                | 2 – 0                                                                        | Cile                                                                         | Amichevole                                                                   | -                                                                            | 68’                                                                          |
| 10-6-2022                                                                    | Suwon                                                                        | Corea del Sud                                                                | 2 – 2                                                                        | Paraguay                                                                     | Amichevole                                                                   | -                                                                            | 74’                                                                          |
| 14-6-2022                                                                    | Seul                                                                         | Corea del Sud                                                                | 4 – 1                                                                        | Egitto                                                                       | Amichevole                                                                   | 1                                                                            | 79’                                                                          |
| 20-7-2022                                                                    | Toyota                                                                       | Corea del Sud                                                                | 3 – 0                                                                        | Cina                                                                         | Coppa dell'Asia orientale 2022                                               | 1                                                                            |                                                                              |
| 24-7-2022                                                                    | Toyota                                                                       | Corea del Sud                                                                | 3 – 0                                                                        | Hong Kong                                                                    | Coppa dell'Asia orientale 2022                                               | -                                                                            | 64’                                                                          |
| 27-7-2022                                                                    | Toyota                                                                       | Giappone                                                                     | 3 – 0                                                                        | Corea del Sud                                                                | Coppa dell'Asia orientale 2022                                               | -                                                                            |                                                                              |
| 11-11-2022                                                                   | Hwaseong                                                                     | Corea del Sud                                                                | 1 – 0                                                                        | Islanda                                                                      | Amichevole                                                                   | -                                                                            | 72’                                                                          |
| 24-11-2022                                                                   | Al Rayyan                                                                    | Uruguay                                                                      | 0 – 0                                                                        | Corea del Sud                                                                | Mondiali 2022 - 1º turno                                                     | -                                                                            | 74’ 88’                                                                      |
| 28-11-2022                                                                   | Al Rayyan                                                                    | Corea del Sud                                                                | 2 – 3                                                                        | Ghana                                                                        | Mondiali 2022 - 1º turno                                                     | 2                                                                            |                                                                              |
| 2-12-2022                                                                    | Al Rayyan                                                                    | Corea del Sud                                                                | 2 – 1                                                                        | Portogallo                                                                   | Mondiali 2022 - 1º turno                                                     | -                                                                            | 90+3’                                                                        |
| 5-12-2022                                                                    | Doha                                                                         | Brasile                                                                      | 4 – 1                                                                        | Corea del Sud                                                                | Mondiali 2022 - Ottavi di finale                                             | -                                                                            | 80’                                                                          |
| 24-3-2023                                                                    | Ulsan                                                                        | Corea del Sud                                                                | 2 – 2                                                                        | Colombia                                                                     | Amichevole                                                                   | -                                                                            | 60’                                                                          |
| 28-3-2023                                                                    | Seul                                                                         | Corea del Sud                                                                | 1 – 2                                                                        | Uruguay                                                                      | Amichevole                                                                   | -                                                                            | 90+2’                                                                        |
| 15-6-2023                                                                    | Busan                                                                        | Corea del Sud                                                                | 0 – 1                                                                        | Perù                                                                         | Amichevole                                                                   | -                                                                            | 63’                                                                          |
| 20-6-2023                                                                    | Daejeon                                                                      | Corea del Sud                                                                | 1 – 1                                                                        | El Salvador                                                                  | Amichevole                                                                   | -                                                                            | 69’                                                                          |
| 7-9-2023                                                                     | Cardiff                                                                      | Galles                                                                       | 0 – 0                                                                        | Corea del Sud                                                                | Amichevole                                                                   | -                                                                            | 74’                                                                          |
| 12-9-2023                                                                    | Newcastle upon Tyne                                                          | Arabia Saudita                                                               | 0 – 1                                                                        | Corea del Sud                                                                | Amichevole                                                                   | 1                                                                            | 69’                                                                          |
| 13-10-2023                                                                   | Seul                                                                         | Corea del Sud                                                                | 4 – 0                                                                        | Tunisia                                                                      | Amichevole                                                                   | -                                                                            | 67’                                                                          |
| 17-10-2023                                                                   | Suwon                                                                        | Corea del Sud                                                                | 6 – 0                                                                        | Vietnam                                                                      | Amichevole                                                                   | -                                                                            | 65’                                                                          |
| 16-11-2023                                                                   | Seul                                                                         | Corea del Sud                                                                | 5 – 0                                                                        | Singapore                                                                    | Qual. Mondiali 2026                                                          | 1                                                                            | 65’                                                                          |
| 21-11-2023                                                                   | Shenzhen                                                                     | Cina                                                                         | 0 – 3                                                                        | Corea del Sud                                                                | Qual. Mondiali 2026                                                          | -                                                                            | 72’                                                                          |
| 6-1-2024                                                                     | Abu Dhabi                                                                    | Iraq                                                                         | 0 – 1                                                                        | Corea del Sud                                                                | Amichevole                                                                   | -                                                                            | 46’                                                                          |
| 15-1-2024                                                                    | Doha                                                                         | Corea del Sud                                                                | 3 – 1                                                                        | Bahrein                                                                      | Coppa d'Asia 2023 - 1º turno                                                 | -                                                                            | 72’                                                                          |
| 20-1-2024                                                                    | Doha                                                                         | Giordania                                                                    | 2 – 2                                                                        | Corea del Sud                                                                | Coppa d'Asia 2023 - 1º turno                                                 | -                                                                            | 69’                                                                          |
| 25-1-2024                                                                    | Al Wakrah                                                                    | Corea del Sud                                                                | 3 – 3                                                                        | Malaysia                                                                     | Coppa d'Asia 2023 - 1º turno                                                 | -                                                                            | 62’                                                                          |
| 30-1-2024                                                                    | Al Rayyan                                                                    | Arabia Saudita                                                               | 1 – 1 dts (2 – 4 dtr)                                                        | Corea del Sud                                                                | Coppa d'Asia 2023 - Ottavi di finale                                         | 1                                                                            | 64’                                                                          |
| 2-2-2024                                                                     | Al Wakrah                                                                    | Australia                                                                    | 1 – 2 dts                                                                    | Corea del Sud                                                                | Coppa d'Asia 2023 - Quarti di finale                                         | -                                                                            | 69’                                                                          |
| 6-2-2024                                                                     | Al Rayyan                                                                    | Giordania                                                                    | 2 – 0                                                                        | Corea del Sud                                                                | Coppa d'Asia 2023 - Semifinale                                               | -                                                                            | 56’ 89’                                                                      |
| 21-3-2024                                                                    | Seul                                                                         | Corea del Sud                                                                | 1 – 1                                                                        | Thailandia                                                                   | Qual. Mondiali 2026                                                          | -                                                                            | 73’                                                                          |
| 26-3-2024                                                                    | Bangkok                                                                      | Thailandia                                                                   | 0 – 3                                                                        | Corea del Sud                                                                | Qual. Mondiali 2026                                                          | -                                                                            | 41’ 56’                                                                      |
| Totale                                                                       |                                                                              | Presenze                                                                     | 39                                                                           |                                                                              | Reti                                                                         | 9                                                                            |                                                                              |

## Palmarès

### Club

#### Competizioni nazionali
- K League 1: 1

Jeonbuk Hyundai: 2020
- Coppa della Corea del Sud: 2

Jeonbuk Hyundai: 2020, 2022
- K League 2: 1

Gimcheon Sangmu: 2021
- Campionato danese: 1

Midtjylland: 2023-2024

### Nazionale
- Coppa d'Asia Under-23: 1

2020

### Individuale
- Capocannoniere del campionato sudcoreano: 1

2022 (17 gol, a pari merito con Joo Min-kyu)